# Monty Python Live at the Hollywood Bowl
Monty Python Live at the Hollywood Bowl és una pel·lícula còmica de concert britànica del 1982 dirigida per Terry Hughes (amb els segments de pel·lícules d’Ian MacNaughton) i protagonitzat per la companyia de comèdia Monty Python (Graham Chapman, John Cleese, Terry Gilliam, Eric Idle, Terry Jones i Michael Palin) mentre interpreten molts dels seus esquetxos a l'Hollywood Bowl. La pel·lícula també compta amb Carol Cleveland en nombrosos papers secundaris i Neil Innes interpretant cançons. També va estar present als espectacles i va participar com a 'extra' el superfan de Python Kim "Howard" Johnson.
El programa també incloïa insercions filmades que es van extreure principalment de dos especials de Monty Python, Monty Python's Fliegender Zirkus, que s'havia emès a la televisió alemanya el 1972. L'actuació es va gravar en cinta de vídeo durant els quatre dies d’execució el 26 de setembre de 1980 i transferida la pel·lícula. Arran de l’èxit mundial de La vida de Brian, els Pythons originalment planejaven estrenar una pel·lícula que consistia en els dos espectacles alemanys redoblats i reeditats, però això va resultar poc pràctic, per la qual cosa es va estrenar Hollywood Bowl.
Tot i que conté majoritàriament esquetxsos de la sèrie de televisió, els guions i els intèrprets no són idèntics als que es veuen a la televisió. La formació també inclou alguns esquetxsos anteriors a Monty Python's Flying Circus, inclòs el "Four Yorkshiremen sketch", que data de l'At Last the 1948 Show de 1967.

## Esquetxos i cançons
- "Sit on My Face": una paròdia obscena de "Sing as We Go" de Gracie Fields de Monty Python's Contractual Obligation Album, interpretada per Cleese, Chapman, Gilliam i Jones amb vestits de cambrer, sense pantalons ni roba interior.
- "Colin "Bomber" Harris" – Després d'una presentació de Palin, Chapman és el seu propi oponent al ring de lluita lliure mentre Cleese ho retransmet. Aquesta és una peça de mímica que es remunta als temps universitaris de Chapman.
- "Never Be Rude to an Arab" – Jones interpreta una ostensible cançó contra el racisme plena d'epítets degradants i posteriorment li dona la volta. Aquest esquetx té dues parts en diferents punts de l'espectacle. A la primera part, Kim Johnson l'han volat i arrossegat fora de l'escenari vestit de granota gran. En el segon, Johnson l'han volat i arrossegat vestit d'arbre de Nadal. També de Monty Python's Contractual Obligation Album.
- "The Last Supper" - Michelangelo Buonarroti (Inactiu) defensa el seu primer esborrany creatiu de la pintura L'Últim Sopar contra les objeccions del Papa (Cleese). Aquest esquetx va ser escrit i interpretat originalment per John Cleese per al primer programa benèfic d'Amnistia A Poke in the Eye (With a Sharp Stick) el 1976, amb Jonathan Lynn com a Miquel Àngel.<ref. >Cleese, John: The Golden Skits Of Wing-Commander Muriel Volestrangler FRHS & Bar, 1984, Methuen</ref> Es basa en un incident històric que implica el Pintor renaixentista Paolo Veronese.
- "Silly Olympics" – en una secció filmada, els atletes competeixen en esdeveniments esportius absurds de la "Silly Olympiad", un esdeveniment que se celebra tradicionalment cada 3,7 anys. Els esdeveniments inclouen
  - Els 100 m per a corredors sense sentit de la direcció. Al tret de sortida, els corredors corren en totes direccions.
  - Els 1.500 m per a sords. No es mouen perquè no poden escoltar el tret de sortida.
  - Els 200 m lliures per a no nedadors. En el xiulet de sortida, tots salten a l'aigua i immediatament s'enfonsen sense sortir a la superfície, a la qual cosa el comentarista comenta que tornaran a la natació quan comencin a "pescar els cadàvers".
  - La Marató per a Incontinents (persones amb bufeta extremadament feble). Ací, els corredors s'allunyen del grup cada parell de metres per fer les seves relleus, donant el lideratge als altres. Això també els mostra a tots corrent a l'habitació dels homes amb la pistola d'arrencada i corrent per davant d'un nivell freàtic sense que cap d'ells prengui una beguda.
  - La carrera d'obstacles de 3000 m per a persones que es pensen que són gallines. En això, tots els corredors fan moviments de pollastre al llarg del recorregut i sembla que intenten desesperadament posar ous als obstacles.
  - El salt d'alçada apareix breument, amb un dels Pythons, potser Cleese, vestit de dona. Fa una carrera, després salta ridículament alt per sobre d'una paret i cap a un balcó alt.

L'esquetx "Silly Olympics" és del primer episodi de Monty Python's Fliegender Zirkus, doblat a l'anglès. La versió original també presentava els esdeveniments "1500m per a la gent i les seves mares" i "Llançament de martell a Amèrica", mentre que aquest últim actuava com a enllaç al següent esquetx.
- "Bruces' Philosophers Song" – El Departament de Filosofia de la Universitat de Woolloomooloo llança llaunes de Foster's Lager al públic i interpreta "The Philosophers' Song", acompanyat de grans retalls de Gilliam, que detallen els hàbits de beure dels grans pensadors de la història i les lletres del projecte perquè l'audiència i els espectadors les cantin. Eric Idle, Michael Palin i Neil Innes interpreten tres Bruce. Originària de la segona temporada de la sèrie de televisió.
- "The Ministry of Silly Walks" - Palin té dificultats per guanyar finançament per a la seva (només lleugerament) ximple caminada. També conté imatges en color de la pel·lícula d'arxiu "passejades ximples" vista al primer episodi de la segona sèrie de televisió Python.
- "Camp Judges" – els jutges britànics (Idle i Palin) es comporten de manera poc convencional fora de la sala del tribunal. De Monty Python's Flying Circus, sèrie 2.
- "World Forum/Communist Quiz" - Líders socialistes històrics Karl Marx (Jones), Lenin (Cleese), Che Guevara (Palin) i Mao Tse-tung (Gilliam) se'ls fan preguntes sobre el futbol britànic en un joc de qüestionaris organitzat per Idle. De Monty Python's Flying Circus, sèrie 2.
- "I'm the Urban Spaceman" - Neil Innes interpreta el número Bonzo Dog Doo-Dah Band com a Carol Cleveland tap dance i perd constantment el temps de la cançó. La cançó data de 1968 i es va interpretar a Do Not Adjust Your Set; aquesta posada en escena com una rutina de ball de comèdia va aparèixer anteriorment a Rutland Weekend Television amb Lyn Ashley com a ballarina.
- "Crunchy Frog" - Candymaker Jones respon a la policia (Chapman i Gilliam, que vomita dins del seu casc - Gilliam es va omplir la boca amb guisat de vedella freda quan va sortir corrents de l'escenari durant l'escena) per les seves repugnants varietats de xocolates. De la sèrie 1
- "Albatross" – Cleese, vestit de cambrera, intenta vendre un albatros errant al membre del públic Jones. L'esquetx és aturat pel coronel (Chapman) per ser massa ximple, que després ordena a Jones que es presenti a l'escenari per al següent esquetx. Originalment interpretada durant la temporada 1, encara que la versió cinematogràfica utilitza llenguatge adult.
- "Nudge Nudge" – Idle molesta Jones amb insinuacions perplexes. Originalment interpretat al tercer episodi de Monty Python.
- "International Philosophy" – en una seqüència filmada, filòsofs alemanys s'enfronten a filòsofs grecs en un camp de futbol. Aquesta peça és del segon episodi de Monty Python's Fliegender Zirkus. Es mostra en dues parts, amb "Four Yorkshiremen" entre cadascuna.
- "Four Yorkshiremen sketch": homes benestants de Yorkshire (Palin, Idle, Chapman i Jones) intenten superar les històries dels altres sobre els seus inicis austers, cada història es torna més exagerada i absurda. Escrit originalment per a At Last the 1948 Show.
- The Argument Sketch – Palin paga en Cleese perquè no estigui d'acord amb ell. Sketch interromput per Gilliam suspès dels cables interpretant "I've Got Two Legs". Cleese acaba amb el cant de Gilliam disparant-li amb una escopeta. L'esquetx prové de la sèrie de televisió, tot i que la cançó de Gilliam no formava part de l'esquetx de televisió.
- "How Sweet to Be an Idiot" – Neil Innes canta una oda a la bogeria. També s'ha escoltat a l'àlbum Monty Python Live at Drury Lane.
- "Travel Agency" – en Palin intenta vendre un paquet turístic al Sr. Smoketoomuch (Idle), que té un impediment de parla on no pot pronunciar la lletra 'c'. Llavors fa un diapositiu molt llarg sobre les dificultats de viatge i no s'aturarà, tot i que és perseguit per un encarregat d'asil (Cleese) per tot l'estadi. Fins i tot interromp el següent esquetx.
- "Comedy Lecture" - Chapman explica els fonaments de la comèdia de clatellades d'una manera extremadament notòria com demostren Palin, Gilliam i Jones, amb Jones invariablement convertit en la víctima de les bromes. Originari de la revista de l'Experimental Theatre Club anomenada Litering with Intent. (En realitat, aquest sketch es va fer prop de l'entreacte per donar temps perquè Jones es netegi, a més d'inclou que Gilliam es veu obligat a ficar-se un plàtan sencer a la boca.)[2]
- "Little Red Riding Hood" – En una seqüència filmada, Cleese com a Caputxeta Vermella suporta una narració fracturada del clàssic conte de fades. Aquesta peça és del primer episodi Monty Python's Fliegender Zirkus, doblat a l'anglès. (Algunes versions VHS de Hollywood Bowl ometen aquesta peça.)
- "Dead Bishop on the Landing" (també conegut com "Salvation Fuzz"): un bisbe mort al replà interromp l'hora de menjar d'una família.
  - Durant la realització d'aquest esquetx, dificultats tècniques (un micròfon que no funcona) fan que Terry Jones perdi el seu lloc (temporalment mira cap amunt amb un somriure a la cara). Eric Idle té problemes per mantenir la cara sincera mentre pronuncia les seves línies amb un accent de Yorkshire extraordinàriament exagerat, que també fa que Terry Jones esclati obertament a riure. En un moment donat, Jones perd la seva perruca 'Pepperpots', que va volant per l'escenari. Graham Chapman i Michael Palin llisquen per l'escenari per amagar Jones mentre substitueix la perruca, després de la qual cosa tots tenen problemes per mantenir la cara recta (especialment Palin). Aquest sempre va ser un esquetx difícil d'interpretar en directe; en altres ocasions, la "Mà de Déu" (un gran retall dissenyat per Gilliam) tocava el personatge equivocat. Idle descriu l'esquetx com a "caòtic" mentre passa a:
- "The Lumberjack Song" – Un home masculí i dur a l'aire lliure (Idle, a diferència de Palin a la sèrie original de la BBC; Palin també l'havia interpretat a Fliegender Zirkus de Monty Python) inquieta el cor en revelar la seva afició per portar roba de dona.
- Els esquetxos següents de l'espectacle en directe de Hollywood Bowl van ser retallats de l'estrena de la pel·lícula: The Llama (esquetx d'obertura), Gumby Flower Arranging (segon esquetx); Mrs. Thing i Mrs. Entity (esquetx de Pepperpots) i, el més sorprenent, l'esquetx de Dead Parrot.[3]

## Taquilla
Una versió cinematogràfica de les actuacions de Hollywood Bowl, amb la direcció acreditada a Terry Hughes, va rebre una estrena limitada als cinemes a Amèrica del Nord a partir del 25 de juny de 1982. Va recaptar un total de 327.958 dòlars durant el seu recorregut teatral.

## Historial tècnic i de llançaments
L'espectacle es va gravar originalment en un sistema analògic de vídeo d'alta definició fet especialment anomenat 'Image Vision', proporcionat per Image Transform d'Universal City, Califòrnia, que emet un senyal de vídeo de 655 línies i 24 fps. L'espectacle es va editar en cinta de vídeo i es va produir un negatiu de 35 mm a partir de la cinta per a l'impacte d'impressions teatrals.
A Europa, l'any 2007 es va llançar una versió de pantalla panoràmica 1,85:1 en DVD. A Amèrica del Nord, la pel·lícula només està disponible com a versió de fotograma complet més antiga de menor qualitat, com a part d'un conjunt de dos discos titulat Monty Python Live, que inclou la retrospectiva de 1998 Monty Python Live at Aspen i el primer episodi (alemany) de Monty Python's Fliegender Zirkus. La pel·lícula també es va estrenar com a part de The Complete Monty Python's Flying Circus 16-Ton Megaset i com a part de Almost Everything Ever in One Gloriously Fabulous Ridicrously Definitive Outrageously Luxurious Monty Python Boxset.